# Мельхиор, Фрауке
Фрауке Мельхиор (Frauke Melchior) — немецкий биолог, специалист по молекулярной цитологии, а также биохимии. Член Леопольдины (2014), доктор, профессор Гейдельбергского университета (с 2008). Открыла SUMO protein.
Окончила Марбургский университет (1987), где изучала химию с 1987 года, в 1984—1985 гг. на протяжении полугода находилась по программе обмена в английском Бристольском университете. В 1990 году получила степень доктора естественных наук (Dr. rer. nat.) по химии, занималась для этого в Марбургском университете с 1987 года. В 1990—1992 гг. постдок в Max Planck Institute for Biophysical Chemistry, а с 1992 по 1998 год — в Scripps Research (США). В 1998—2004 гг. групп-лидер в Max Planck Institute of Biochemistry. В 2004—2008 гг. профессор Института биохимии медицинского факультета Гёттингенского университета. С 2008 года профессор Zentrum für Molekulare Biologie Heidelberg. В 2016—2018 гг. декан факультета бионаук Гейдельбергского университета.
Член EMBO (2007?8).
С 2010 года член AcademiaNet.
Отмечена BioFuture Prize федерального министерства образования и научных исследований (1999), Binder Prize Германского общества цитологии (2005), FEBS/EMBO Women in Science Award (2018).
Есть сын 1989 г. р.